# Franklin Delano Floyd
Franklin Delano Floyd (Barnesville, Georgia,17 de junio de 1943-Raiford, Florida, 23 de enero de 2023) fue un preso estadounidense condenado a muerte por el asesinato de Cheryl Ann Commesso, una bailarina nudista de Florida en 1989 y por el secuestro de su hijastro de seis años, a quien raptó de su escuela en Choctaw, Oklahoma. Floyd también era considerado sospechoso de la muerte de Sharon Marshall, quien murió atropellada por un auto que se dio a la fuga. Más tarde se descubrió que antes de casarse con ella, Sharon fue criada por Floyd como su hija y fue secuestrada por él mismo cuando era una niña.
La identidad real de Sharon fue un misterio desde su muerte en 1990 hasta el 2014, cuando fue identificada como Suzanne Marie Sevakis, la hija de una mujer con quien Floyd tuvo un breve matrimonio. Floyd desapareció con Suzanne, sus dos hermanas y su hermano menor aun bebé, Phillip, aprovechando que su madre estaba cursando una condena de 30 días en la cárcel. El bebé no fue encontrado hasta 2019, cuando se presentó un hombre que se creía Phillip. En 2020, su identidad como Phillip se confirmó positivamente por ADN.

## Preámbulo del secuestro de Michael Hughes
Las autoridades empezaron a investigar a Floyd en abril de 1990 cuando Sharon Marshall fue hallada muerta luego de ser víctima de un sospechoso atropello y fuga en Oklahoma City. Floyd y Marshall tuvieron muchos alias. En el momento de su muerte, la pareja era sospechosa de la desaparición de Cheryl Ann Commesso, de 18 años, ocurrida en 1989. Commesso, una compañera de trabajo de Marshall, desapareció luego de tener una acalorada discusión con Floyd. 
Luego de la muerte de Sharon, se puso a su hijo de dos años, Michael Hughes, en una casa de acogida y Floyd dejó el estado. Los padres adoptivos de Hughes dijeron a las autoridades que el niño tenía limitado control muscular, no hablaba, y a menudo experimentaba un comportamiento histérico cuando llegó a su casa, pero que había progresado bastante. En 1994, empezaron el proceso de adopción.
Seis meses después de que Hughes fuera puesto en adopción, Floyd fue arrestado por violar su libertad condicional. Como parte del proceso de adopción de Hughes, se comparó el ADN del niño con el de Floyd para establecer su paternidad. Esto reveló que Floyd no era el padre biológico de Hughes. Cuando Floyd salió de prisión intentó recuperar la custodia de Hughes. Basados en sus antecedentes criminales y en el descubrimiento de que no tenían ninguna relación biológica, su petición fue denegada.

## Secuestro
El 12 de septiembre de 1994, Hughes cursaba el primer grado en la escuela Indian Meridian en Choctaw, Oklahoma. Floyd ingresó a la escuela armado y obligó al director, James Davis, a que lo llevara al aula de Hughes. Floyd luego metió a Davis y Hugues en su camioneta. Posteriormente, Floyd abandonó al director en una zona boscosa, esposándolo a un árbol y huyó con el pequeño Hughes. El director sobrevivió y fue rescatado.
Dos meses más tarde, Floyd fue arrestado en Louisville, Kentucky. Hughes no estaba con él y no volvió a ser visto desde entonces. Las autoridades recibieron informes contradictorios sobre lo que le pasó al niño. Algunos testigos declararon sobre supuestas confesiones de Floyd hablando sobre la muerte de Hughes. De acuerdo a ellos, Floyd le dijo a su hermana y a otros que había ahogado al pequeño Hughes en la bañera de un motel de Georgia poco después de que lo secuestrara. Otra persona declaró que vio a Floyd enterrar el cuerpo de Hughes en un cementerio. Sin embargo, otras fuentes indicaron que Floyd les había dicho que Hughes se encontraba vivo y bien, aunque se negó a revelar la ubicación del niño o quién lo tenía a cargo. En 2015 en una entrevista con el FBI, Floyd admitió haber matado a Hughes el mismo día del secuestro disparándole dos veces en la nuca.

## El pasado de Sharon Marshall
La investigación sobre la muerte de Sharon Marshall y el secuestro de Hughes reveló más misterios sin resolver. Se descubrió que Floyd crio a Marshall como su hija desde pequeña pero un examen de ADN reveló que Floyd no era su padre biológico. Floyd ha dado varias versiones inconsistentes sobre cómo terminó en custodia de Marshall. Una de ellas sostenía que él rescató a Marshall cuando ella fue abandonada por sus padres biológicos. Los registros más antiguos de Marshall se encuentran en su escuela primaria en Oklahoma en 1975. Ella estaba inscrita bajo el nombre "Suzanne Davis". Las autoridades sospechaban que Marshall había nacido a finales de los años 1960 y fue secuestrada por Floyd en algún momento entre 1973 y 1975.
En octubre de 2014 se reveló que Marshall fue identificada como Suzanne Maree Sevakis, una niña de Carolina del Norte que desapareció con Floyd, su padrastro, en 1975. Un examen de ADN confirmó que la madre de Suzanne Sevakis era la madre de Sharon Marshall. Floyd había quedado a cargo de las tres hijas y el hijo bebé de la mujer, Phillip, mientras ella cumplía una sentencia de un mes en la cárcel por tramitar un cheque falsificado. Cuando salió de prisión descubrió que Floyd y su hijos habían desaparecido. Luego ella logró localizar a dos de sus hijas, pero Suzanne y el bebé nunca fueron encontrados hasta años más tarde. Phillip finalmente fue encontrado cuando, en 2019, un hombre se presentó creyendo que era el bebé desaparecido, Phillip Steven. En 2020, el ADN confirmó la identidad del hombre como Phillip. La madre intentó presentar cargos de secuestro contra su esposo, pero las autoridades locales le dijeron que como su padrastro, Floyd tenía derecho a llevarse a los niños..
Sharon Marshall se graduó de la secundaria en Forest Park, Georgia en 1986. Era una buena estudiante que ganó una beca completa en el Instituto de Tecnología de Georgia para estudiar ingeniería aeroespacial. A pesar de esto, no continuó con sus estudios superiores y en 1988, se mudó con Floyd a Tampa, Florida , donde nació su hijo, Michael Hughes. Marshall empezó a trabajar como bailarina nudista y en 1989 se casó con Floyd en Nueva Orleans; la pareja utilizó los alias Clarence Marcus Hughes y Tonya Dawn Tadlock.

## Cheryl Ann Commesso
La desaparición de Commesso en 1989 permaneció sin resolver hasta que sus restos esqueléticos fueron encontrados en 1995 por un transeúnte en una área fuera de la carretera 275 en el condado de Pinellas, Florida. Estuvo un año sin identificar. Un forense determinó que murió producto de una paliza y dos disparos en la cabeza. Floyd y Marshall eran sospechosos en este caso, luego de que compañeras de trabajo vieran un altercado entre Floyd y Commesso. Floyd acusó a Commesso de reportar a Sharon Marshall de ocultar sus ingresos, lo que provocó que Marshall pierda sus beneficios del Gobierno. La discusión ocurrió afuera del club nudista, donde Marshall y Commesso trabajaban. Un testigo indicó que Floyd golpeó con su puño a Commesso. Floyd y Marshall se mudaron a Oklahoma poco después de la desaparición de Commesso y la casa rodante donde vivían ardió en lo que parecía un incendio provocado.
En marzo de 1995, un mecánico de Kansas encontró un sobre grande metido entre el asiento y la parte superior del tanque de gasolina de una camioneta que acababa de comprar en una subasta. Dentro encontró 97 fotos, incluyendo imágenes de una mujer atada y severamente golpeada. La policía rastreó la camioneta hasta Floyd, que la había robado en Oklahoma en septiembre de 1994 y la abandonó en Texas al mes siguiente. Los investigadores compararon fotos de la mujer golpeada con las de Commesso y con evidencia encontrada junto a sus restos, descubriendo que la ropa en las fotos era similar. Los forenses también compararon las heridas vistas en las fotografías con los pómulos del cráneo de Commesso y encontraron coincidencias. Otras fotografías contenían imágenes de muebles y otras pertenencias propiedad de Floyd. Fue condenado por el asesinato de Commesso basado en la evidencia fotográfica.

## Más investigaciones
La investigación sobre el secuestro de Michael Anthony Hughes así como el secuestro anterior de su madre continúa. Otras fotos encontradas en la camioneta muestran el abuso sexual sufrido por Sharon Marshall desde muy pequeña, ya que las autoridades encontraron fotos de ella en posiciones sexuales a diferentes edades, empezando desde los cuatro años.
En septiembre de 2014, Floyd admitió haber asesinado a Michael Hughes, asegurando que enterró su cuerpo cerca de la Interestatal 35. Una búsqueda del área no dio ningún resultado. La policía presume que jabalíes salvajes pudieron haberse comido el cadáver de Hughes.
Floyd tiene un extenso registro criminal. Fue arrestado por primera vez en 1960 a los 17 años, después de enfrentarse a tiros con la policía luego de un robo. Dos años más tarde, fue condenado por el asalto y violación de una chica en el callejón de una bolera. En 1973, después de cumplir condena en una prisión federal por el robo de un banco en 1963, Floyd huyó del área mientras se encontraba en libertad condicional, y era oficialmente fugitivo cuando asesinó a Commesso. Se ha probado que Floyd sufre varios desórdenes mentales, incluyendo esquizofrenia. En 2001, mientras esperaba juicio por el asesinato de Commesso, la jueza Nancy Lawn dictaminó que Floyd no era competente para afrontar juicio y ordenó que se le sometiera a mayores pruebas psicológicas. Floyd apeló esta decisión, asegurando que era competente. Meses después, la juez revirtió su dictamen anterior y ordenó que enfrentara juicio, siendo condenado a pena de muerte.
Floyd murió mientras estaba en el corredor de la muerte el 23 de enero de 2023, a la edad de 79 años.